# Hyalinoecia brevicornis
Hyalinoecia brevicornis är en ringmaskart som beskrevs av Grube 1878. Hyalinoecia brevicornis ingår i släktet Hyalinoecia och familjen Onuphidae. Inga underarter finns listade i Catalogue of Life.